# Робертс, Марв
Марвин Джеймс «Марв» Робертс (англ. Marvin James "Marv" Roberts; род. 29 января 1950 года, Бруклин, Нью-Йорк, США) — американский профессиональный баскетболист, который играл в Американской баскетбольной ассоциации, где провёл пять из девяти сезонов её существования, а также один неполный сезон в Национальной баскетбольной ассоциации. Чемпион АБА в сезоне 1974/1975 годов в составе команды «Кентукки Колонелс».

## Ранние годы
Марвин Робертс родился 29 января 1950 года в Бруклине, самом густонаселённом боро Нью-Йорка, там же он учился в средней школе имени Джорджа Вуда Уингейта, в которой играл за местную баскетбольную команду.

## Статистика

### Статистика в НБА
| Сезон                                                                                    | Команда | Регулярный сезон | Регулярный сезон | Регулярный сезон | Регулярный сезон | Регулярный сезон | Регулярный сезон | Регулярный сезон | Регулярный сезон | Регулярный сезон | Регулярный сезон | Регулярный сезон | Серия плей-офф | Серия плей-офф | Серия плей-офф | Серия плей-офф | Серия плей-офф | Серия плей-офф | Серия плей-офф | Серия плей-офф | Серия плей-офф | Серия плей-офф | Серия плей-офф |
| Сезон                                                                                    | Команда | GP               | GS               | MPG              | FG%              | 3P%              | FT%              | RPG              | APG              | SPG              | BPG              | PPG              | GP             | GS             | MPG            | FG%            | 3P%            | FT%            | RPG            | APG            | SPG            | BPG            | PPG            |
| ---------------------------------------------------------------------------------------- | ------- | ---------------- | ---------------- | ---------------- | ---------------- | ---------------- | ---------------- | ---------------- | ---------------- | ---------------- | ---------------- | ---------------- | -------------- | -------------- | -------------- | -------------- | -------------- | -------------- | -------------- | -------------- | -------------- | -------------- | -------------- |
| 1976/77                                                                                  | Лейкерс | 28               |                  | 7,5              | 35,5             |                  | 66,7             | 0,9              | 0,7              | 0,1              | 0,1              | 2,1              | Не участвовал  | Не участвовал  | Не участвовал  | Не участвовал  | Не участвовал  | Не участвовал  | Не участвовал  | Не участвовал  | Не участвовал  | Не участвовал  | Не участвовал  |
|                                                                                          | Всего   | 28               |                  | 7,5              | 35,5             |                  | 66,7             | 0,9              | 0,7              | 0,1              | 0,1              | 2,1              | Не участвовал  | Не участвовал  | Не участвовал  | Не участвовал  | Не участвовал  | Не участвовал  | Не участвовал  | Не участвовал  | Не участвовал  | Не участвовал  | Не участвовал  |
| Наведите курсор мыши на аббревиатуры в заголовке таблицы, чтобы прочесть их расшифровку. |         |                  |                  |                  |                  |                  |                  |                  |                  |                  |                  |                  |                |                |                |                |                |                |                |                |                |                |                |

### Статистика в NCAA
| Сезон | Команда   | Conf  | Class | GP | GS | MPG | FG%  | 3P% | FT%  | RPG  | APG | SPG | BPG | PPG  |
| --- | --------- | ----- | ----- | -- | -- | --- | ---- | --- | ---- | ---- | --- | --- | --- | ---- |
| 1968/69 | Юта Стэйт |       | SO    | 26 |    |     | 48,0 |     | 69,0 | 12,5 |     |     |     | 27,6 |
| 1969/70 | Юта Стэйт |       | JR    | 28 |    |     | 46,4 |     | 72,3 | 13,9 | 3,0 |     |     | 22,4 |
| 1970/71 | Юта Стэйт |       | SR    | 24 |    |     | 44,9 |     | 71,9 | 11,8 | 3,5 |     |     | 20,8 |
| Всего | Всего     | Всего | Всего | 78 |    |     | 46,6 |     | 70,9 | 12,8 | 2,2 |     |     | 23,6 |
| Наведите курсор мыши на аббревиатуры в заголовке таблицы, чтобы прочесть их расшифровку Статистика приведена с сайта sports-reference.com |           |       |       |    |    |     |      |     |      |      |     |     |     |      |